# Хільдерік III
Хільдерік III (фр. Childéric III; 717–754) — останній король франків, правив у 743—751 роках. Був останнім із дому Меровінгів, володіючи лише тінню влади королів. Ім'я Хільдерік у перекладі з франкської означає «сильний у битві» або «потужний воїн».

## Життєпис

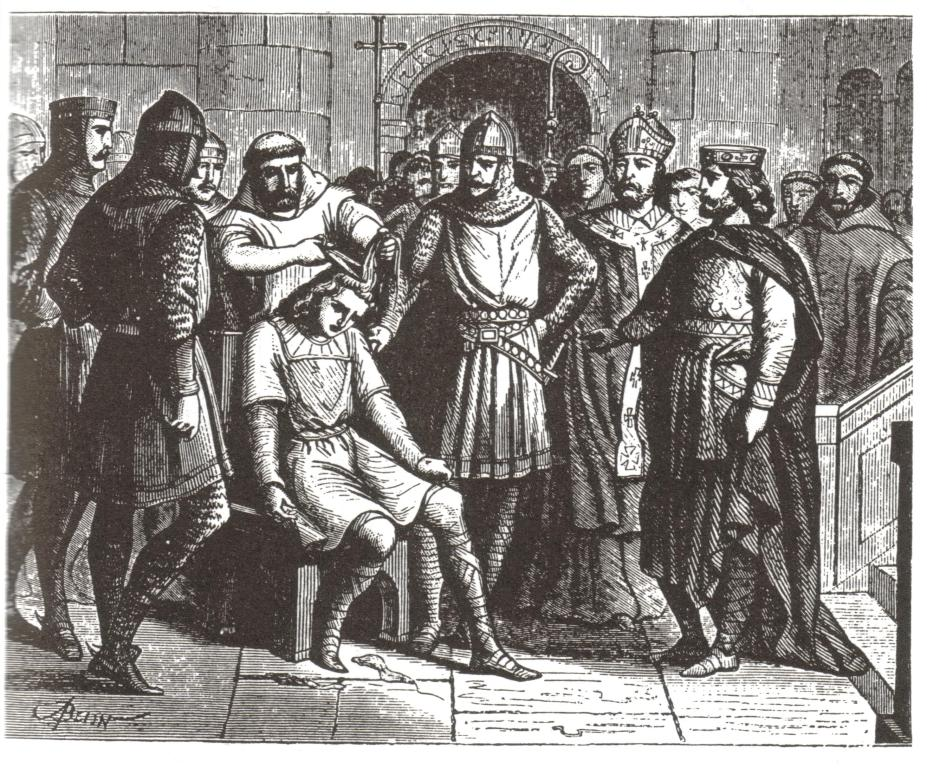
Скинення Хільдеріка III.

Трон франкського королівства залишався незайнятим вже сім років, коли мажордоми Карломан і Піпін Короткий вирішили 743 року проголосити королем Хільдеріка. В одній із його збережених грамот він цілком офіційно звертається до свого благодійника: «Хільдерік, король франків, вельможному Карломану, який посадив нас на трон». Імовірно, він був сином Хільперіка II, однак ні його родовід, ні сама приналежність до роду Меровінгів не мають достатнього підтвердження.

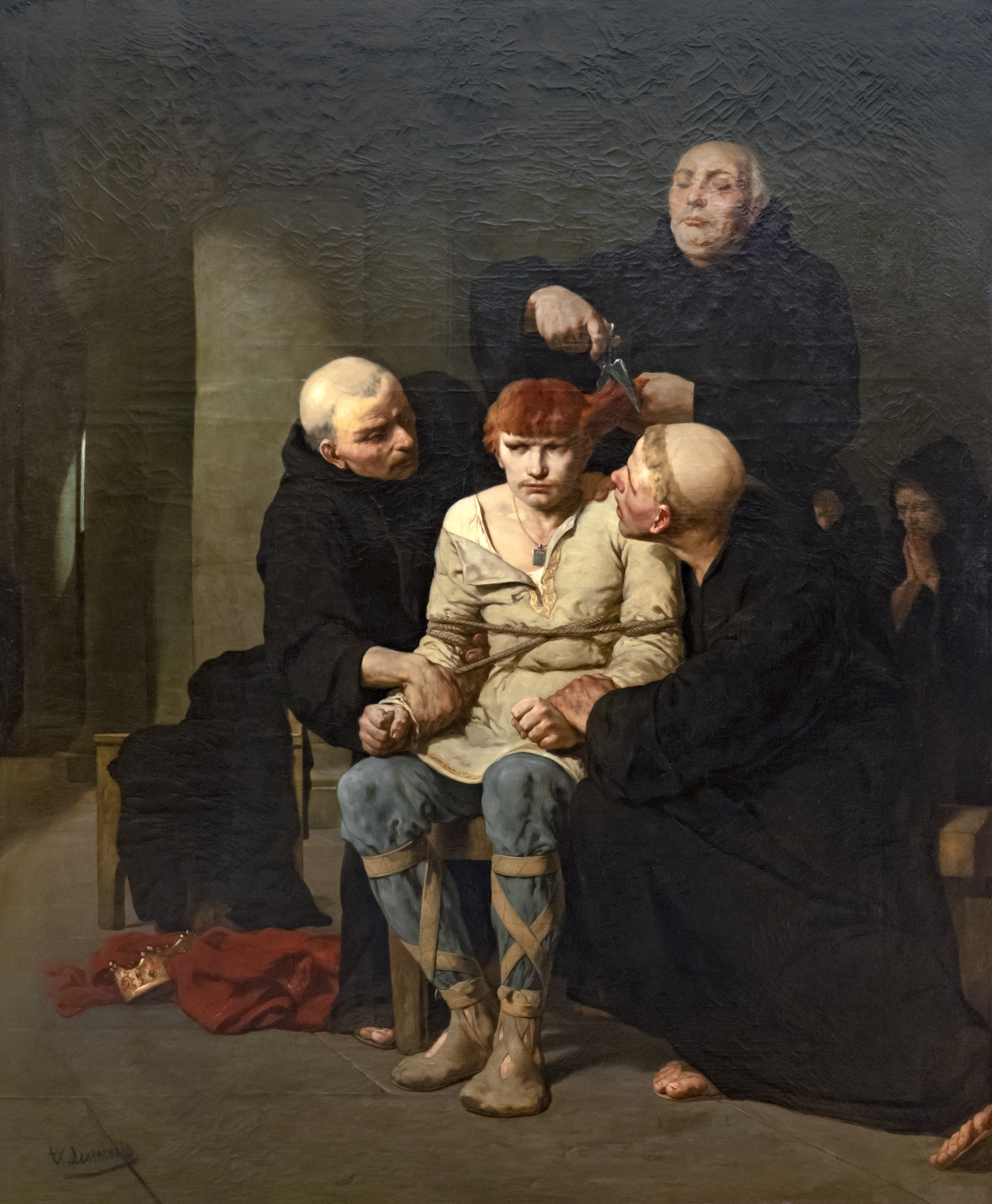
Останній із Меровінгів. Картина Еваріст-Віталь Люміне.

Він не брав участі в суспільному житті, де, як і раніше, панували мажордоми. Коли 747 року Карломан пішов у монастир, Піпін вирішив сам заволодіти короною. Він посилав листи до папи Захарія, запитуючи, кому має належати королівський титул — тому, хто має реальну владу, чи представнику королівського роду? Папа відповів, що носію реальної влади має належати і королівський титул.
У листопаді 751 року Хільдеріка скинуто і пострижено в ченці за розпорядженням наступника Захарія, папи Стефана III, за словами Ейнгарда, — «оскільки не був корисним». Постриг його довгого волосся, символу королівської влади в роду Меровінгів, означав позбавлення його всіх королівських прерогатив. У січні 752 року Хільдеріка поміщено в монастир Сітью, звідки його не так давно випустили, а його сина Теодоріха — в абатство Фонтенель (Сен-Вандріль).
Хільдерік помер приблизно чотири роки по тому (близько 755 року) ченцем. При Каролінгах він отримав прізвисько «фальшивого короля», попри те, що саме Піпін свого часу звів його на трон.